# Psychotria acutiflora
Psychotria acutiflora är en måreväxtart som beskrevs av Dc.. Psychotria acutiflora ingår i släktet Psychotria och familjen måreväxter. Inga underarter finns listade i Catalogue of Life.